# MALICE MIZER
MALICE MIZER(마리스 미제르)는 1992년 8월 Mana와 Közi에 의하여 결성된 비주얼계 밴드로 2001년 12월 11일부로 활동을 정지하였다. 밴드명은 "악의와 비극"으로부터 만들어진 조어이다.

## 구성원
- Klaha(클라하) - 3대 보컬
- Mana(마나) - 기타 & 신시사이저
- Közi(코우지) - 기타 & 신시사이저
- Yu～ki(유우키) - 베이스
- Kami(카미) - 드럼 & 퍼커션 (1999년 6월 21일 타계)

구멤버
- TETSU(데츠) - 1대 보컬
- Gackt(각트) - 2대 보컬 & 피아노
- GAZ(가즈) - 드럼

서포트 멤버
- 愁(슈) - 드럼

## 활동
중세 유럽 분위기의 웅장한 무대 세팅과 화려한 의상, 오페라를 방불케하는 퍼포먼스가 특징이다. 클래식과 록, 엔카가 결합된 독특한 음악으로 열광적인 팬층을 형성하였다.
첫 앨범 《merveilles》(오리콘 첫등장 2위)를 비롯 발표되는 곡 대부분이 오리콘 차트의 상위를 차지하는 인기를 얻었으나, 각트와 기타 멤버들과의 심각한 불화로 밴드는 분열되고 해체 위기에 이른다. 결국 1998년 12월 각트의 갑작스런 행방불명과 이듬해 1월 그의 탈퇴, 6월 드러머 카미의 갑작스러운 죽음 등의 사태가 겹치는 시련을 겪는다. 2001년 12월, 멤버 각자의 자유로운 활동을 위하여 밴드는 활동을 중단하기에 이른다.
2011년 1월 26일에 발표 된 비쥬얼 계 밴드의 컴필레이션 앨범 《Crush! -90's V-Rock Best Hit Cover Songs-》의 수록곡 중 Malice Mizer의 노래: 〈月下の夜想曲〉이 D에 의해 커버 되어 있다.

## 음반 목록

### 싱글
인디즈
- SANS LOGIQUE (1992년 10월 31일)(데모테이프)
- THE 1TH ANNIVERSARY (1993년 10월 12일)(데모테이프)
- SADNESS (1993년 4월 5일)(데모테이프)
- 麗しき仮面の招待状 아름다운 가면의 초대장 (1995년 12월 10일)
- ma chérie～愛しい君へ～ 사랑스러운 그대에게 (1996년 10월 10일)
- 再会の血と薔薇 재회의 피와 장미 (1999년 11월 3일)
- 虚無の中での遊戯 허무 속의 유희 (2000년 5월 31일)
- 白い肌に狂う愛と哀しみの輪舞 흰 피부에 미친 사랑과 슬픔의 론도 (2000년 7월 26일)
- Gardenia (2001년 5월 30일)
- Beast of Blood (2001년 6월 21일)
- 真夜中に交わした約束～薔薇の婚礼～ 한밤중에 나눈 약속~장미의 혼례~(2001년 6월 21일)
- Garnet～禁断の園へ～ 금단의 정원으로 (2001년 11월 30일)

메이저
- ヴェル・エール～空白の瞬間の中で～ 벨 에르~공백의 순간 속에서~ (1997년 8월 6일)
- au revoir (1997년 12월 3일)
- 月下の夜想曲 월하의 야상곡 (1998년 2월 11일)
- ILLUMINATI [P-type] (1998년 5월 20일)
- Le ciel ～空白の彼方へ～ ~공백의 저 편에서~ (1998년 9월 30일)

### 앨범
인디즈
- memoire (1994년 7월 24일)
- memoireDX (1994년 12월 24일)
- Voyage Sans retour (1996년 6월 9일)
- 薔薇の聖堂 장미의 성당 (2000년 8월 23일)

메이저
- merveilles (1998년 3월 18일)
- La Collection des Singles -L'édition Limitée- (2004년 10월 1일)
- La Collection des Singles (2006년 7월 19일)
- La meilleur selection de MALICE MIZER (2006년 10월 18일)